# Walk on the Wild Side (chanson de Lou Reed)
Pour les articles homonymes, voir Walk on the Wild Side.
Singles de Lou Reed
Walk and Talk It
(1972) Satellite of Love
(1973)
Walk on the Wild Side est une chanson de Lou Reed figurant sur son second album solo, Transformer (1972), produit par David Bowie et Mick Ronson.
Bien qu'il évoque de manière ouverte des sujets sensibles, comme la transidentité, la fellation et la drogue, ce morceau aux accents jazzy a échappé à la censure et connu un grand succès à la radio, atteignant le top 20 des charts américains et britanniques.

## Historique
Le titre de cette chanson est inspiré du roman A Walk on the Wild Side (en) (La Rue chaude, 1956), de l'auteur américain Nelson Algren. Ses paroles décrivent la vie et la sexualité de plusieurs individus, faisant allusion aux grandes figures de la Factory d'Andy Warhol, comme Holly Woodlawn, Candy Darling, Joe Dallesandro, Jackie Curtis ou encore Joe Campbell.
Sur le plan musical, on note la ligne de basse d'Herbie Flowers à la contrebasse (doublée à l'enregistrement par une guitare basse), la guitare folk de Lou Reed, une batterie épurée (caisse claire, charleston et balais, grosse caisse), quelques instruments à archet, les célèbres chœurs féminins (Thunderthighs (en)) et la partie finale de saxophone de Ronnie Ross.

## Classements et certifications
| Classement (1972–1973)         | Meilleure position |
| ------------------------------ | ------------------ |
| Australie (Kent Music Report)  | 100                |
| Canada (Top Singles)           | 18                 |
| États-Unis (Hot 100)           | 16                 |
| États-Unis (Cash Box Top 100)  | 17                 |
| Irlande (IRMA)                 | 13                 |
| Pays-Bas (Nationale Hitparade) | 15                 |
| Royaume-Uni (UK Singles Chart) | 10                 |

| Classement (1973)    | Position |
| -------------------- | -------- |
| Canada (Top Singles) | 95       |

### Certifications
| Région                                   | Certification | Ventes/Streams |
| ---------------------------------------- | ------------- | -------------- |
| Italie (FIMI)                            | Platine       | 50 000‡        |
| Royaume-Uni (BPI)                        | Platine       | 600 000‡       |
| ‡ventes/streaming selon la certification |               |                |

## Utilisations et reprises

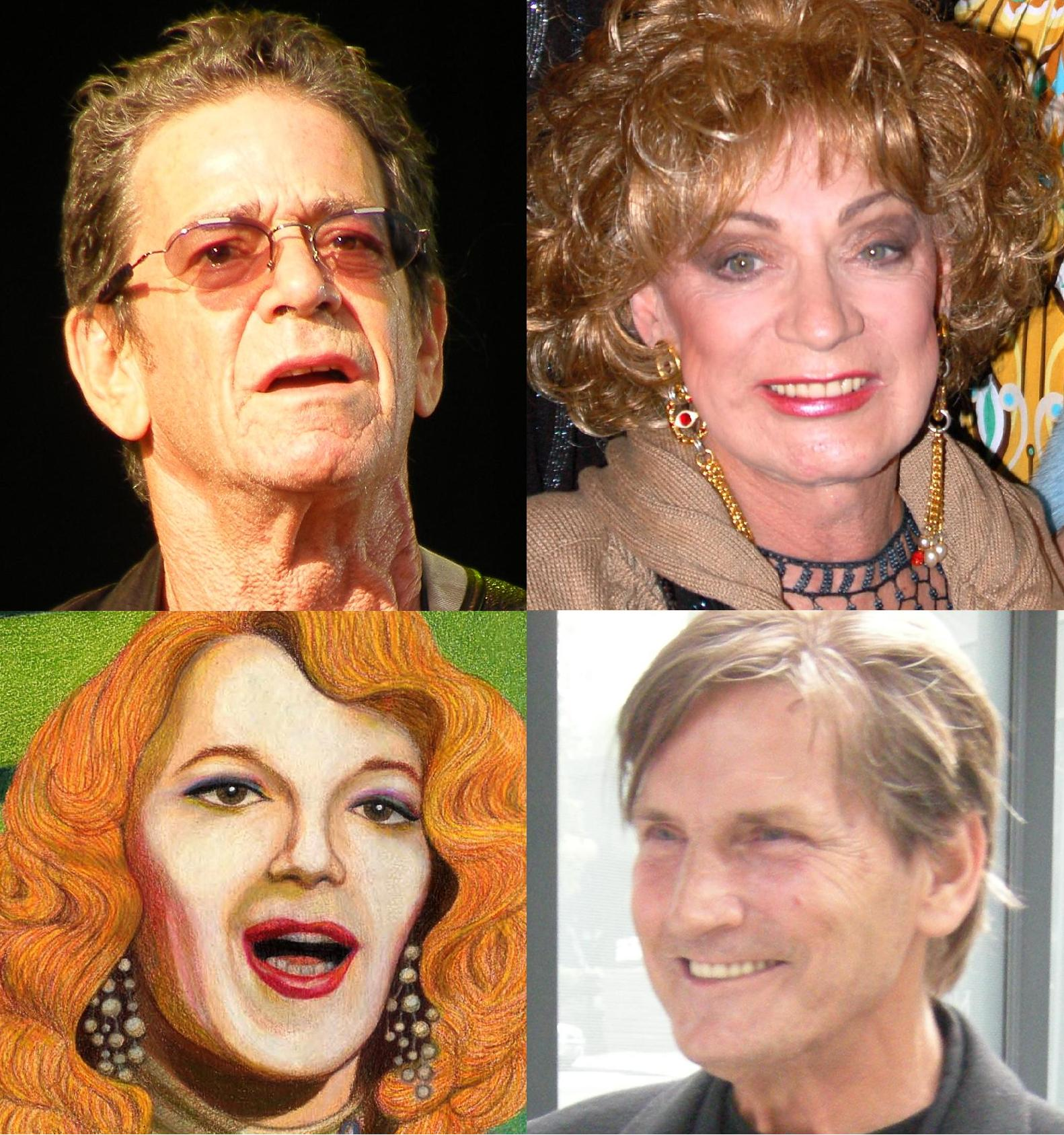
Lou Reed et ses amis évoqués dans la chanson : Holly Woodlawn, Jackie Curtis et Joe Dallesandro.

La chanson a été utilisée dans plusieurs films, notamment :
- 1980 : Times Square
- 1987 : Hot Child in the City
- 1989 : Mes meilleurs copains
- 1990 : Dans les pompes d'un autre
- 1990 : Les Vies de Loulou
- 1995 : Georgia
- 1996 : Beautiful Girls
- 1998 : Without Limits
- 2002 : Salton Sea
- 2005 : Black/White
- 2013 : Twenty Feet from Stardom

La chanson a directement influencé le titre du film de Sébastien Lifshitz Wild Side en 2004.
La chanteuse Vanessa Paradis reprend Walk on the Wild Side chanson sur son album Variations sur le même t'aime sorti en 1990.
La chanson est reprise dans le titre Can I Kick It?, du groupe A Tribe Called Quest, sur l'album People's Instinctive Travels and the Paths of Rhythm.
Walk on the Wild Side a également été utilisée comme générique de l'émission Vagabondages présentée par Roger Gicquel au milieu des années 1980 sur TF1.
La chanson est reprise par le groupe français Isaac Delusion en 2015. Ils publient une version remastérisée de cette même reprise sous le nom Hey Honey sur la version numérique de leur album Lost and Found en juillet 2024.